# Medi-Market
Medi-Market is een Belgische winkelketen gespecialiseerd in de verkoop van farmaceutische en parafarmaceutische producten, opgericht in 2014.

## Geschiedenis
De firma werd in 2014 opgericht onder de naam Medicare-Market, en breidde zijn netwerk aan winkels daarna uit. De eerste winkel werd geopend op 10 december 2014 in Gosselies, Charleroi.
Yvan Verougstraete stond er niet alleen voor toen hij Medi-Market oprichtte. Hij kreeg de financiële steun van Jean-Marc Heynderickx, de vroegere gedelegeerd bestuurder van Louis Delhaize, Jacques Hayez van de voedingsketen Exki, de familie De Clercq van Interparking en de Waalse investeringsmaatschappij Nivelinvest, die in totaal 4,5 miljoen euro investeerden.
In 2017 telde Medi Market 23 verkooppunten, 15 parafarmacies en 8 apotheken, goed voor een omzet van 51 miljoen euro. In 2019 breidt Medi-market internationaal uit door de opening van de eerste winkel in Frankrijk, in Roncq. De groep neemt ook de Italiaanse tak van Parashop over en voegt 4 winkels in Italië toe aan de bestaande winkels. Anno 2024 baatte Medi-Market ongeveer 94 winkels uit, verspreid over België, Luxemburg, Frankrijk en Italië.
Op 1 juni 2021 droeg Yvan Verougstraete zijn functie als CEO van de Medi-Market Groep over aan Cédric Antoine, voormalig uitvoerend algemeen directeur van Cora België-Luxemburg.